# 清武パーキングエリア
清武パーキングエリア（きよたけパーキングエリア）は、宮崎県宮崎市の宮崎自動車道上にあるパーキングエリア。
上下線のPAをはさんで、宮崎本線料金所が設けられている。

## 道路
- E10 宮崎自動車道

## 施設

### 上り線（えびの方面）
- 駐車場
  - 大型 7台
  - 小型 20台
  - 二輪 4台
  - トレーラー 2台
- トイレ
  - 男性　大2（和式0・洋式2）・小6
  - 女性　5（和式1・洋式4）
  - 車椅子用　1
- 自動販売機（災害対応型自動販売機）

### 下り線（宮崎方面）
- 駐車場
  - 大型 6台
  - 小型 16台
  - 二輪 4台
  - トレーラー 2台
- トイレ
  - 男性　大2（和式0・洋式2）・小6
  - 女性　5（和式1・洋式4）
  - 車椅子用　1
- 自動販売機（災害対応型自動販売機）

## 隣
E10 宮崎自動車道
(4)田野IC - (4-1)清武JCT - (BS)清武BS - (PA)清武PA（上り線） - (TB)宮崎本線料金所 - (PA)清武PA（下り線） - (5)宮崎IC